# نقوطرة
نقوطرة بلدية في مقاطعة بيبة بلنتية، قلورية في جنوب إيطاليا.

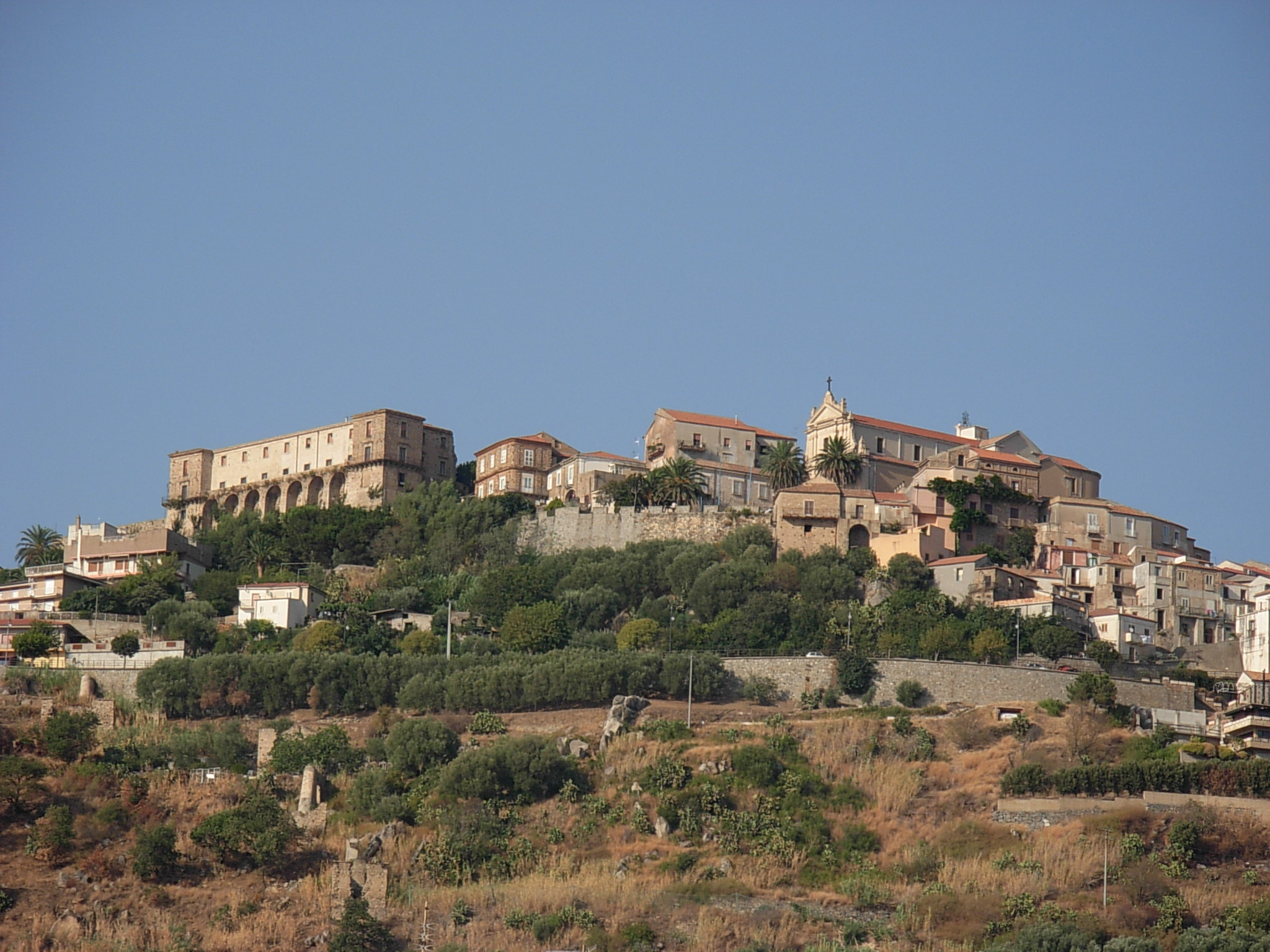
منظر للمدينة العليا والقلعة عن يسار